# Lugal-Zage-Si
Lugal-za-gesi (în scrierea cuneiformă 𒈗𒍠𒄀𒋛𒋛; scris în mod frecvent Lugalzaggesi, uneori Lugalzaggisi sau „Lugal-Zaggisi”) din Umma (a domnit între anii 2358 - 2334 î.Hr. sau după alte cronologii între anii 2373-2349 î.Hr. ) a fost ultimul rege sumerian înainte de cucerirea Sumerului de către Sargon din Akkad și a fost considerat singurul rege din a treia dinastie a Ummei, conform Listei regilor sumerieni. Inițial, ca rege al orașului-stat Umma, el a cucerit orașul vecin, Lagaș, condus de suveranul reformator, Urukagina, punând capăt într-un mod sângeros unui conflict dintre cele două orașe, care dura de mai bine de 100 de ani. În urma acestui succes, el  a cucerit orașele Ur, Uruk, Nippur și Lagaș și a unit apoi Sumerul într-un singur regat, formând primul stat centralizat din Mesopotamia. Dar statul lui Lugalzaggesi s-a prăbușit brusc sub loviturile akkadienilor, conduși de Sargon cel Mare.